# Thereutria pulchra
Thereutria pulchra là một loài ruồi trong họ Asilidae. Thereutria pulchra được Schiner miêu tả năm 1868. Loài này phân bố ở miền Australasia.